# Allmänbildning
Allmänbildning avser en bred kännedom om allmängiltiga ämnen i motsats till fackkunskap; ibland omfattar begreppet även ett moget omdöme och medvetenhet om gränserna för den egna kunskapen. Att vara allmänbildad innebär att ha goda kunskaper i olika viktiga ämnen, ofta med en viss tonvikt på humaniora. Ofta anses det, att allmänbildning omfattar den kunskap om världen som "alla borde känna till".
Termen allmänbildning kommer från tyskans Allgemeinbildung. Begreppet encyklopedi, som är hämtat från gammalgrekiska rötter, har också en motsvarande betydelse och visar syftet med omfattande uppslagsverk. På engelska finns ingen exakt motsvarighet till ordet, men begreppen erudition, general knowledge och cultural literacy kan ses som ungefärliga motsvarigheter. Också begreppet Liberal education som är en utbildningsform vid vissa amerikanska universitet motsvarar detta begrepp.
Den allra mest grundläggande allmänbildningen kallas notorisk kunskap och är uppgifter som inte brukar anses behöva bevisas.
Trivia eller Pompekunskap kan i någon mening ses som motsatsen till allmänbildning, då det handlar om detaljkunskaper i kuriosa som kan vara roligt att känna till men samtidigt onödigt att veta. Å andra sidan ligger ibland kuriosakunskaper och allmänbildning så nära varandra att de sammanfaller och det kan vara svårt att bestämt säga att en uppgift faller inom den ena eller den andra kategorin. Den som har lätt för att skaffa sig detaljkunskaper uppnår ofta dessutom en hög allmänbildningsnivå, och tvärtom.
Till allmänbildning kan även tillhöra kunskaper som anses vara saker alla bör kunna, till exempel läsa och skriva.